# التمارة (وشحة)

تعديل مصدري - تعديل

التمارة هي إحدى قرى عزلة ضاعن بمديرية وشحة التابعة لمحافظة حجة، بلغ تعداد سكانها 43 نسمة حسب تعداد اليمن لعام 2004.